# Leucotòids
Els leucotòids (Leucothoidae) és una família de crustacis amfípodes. Els mascles experimenten una transformació molt marcada quan arriben a la maduresa sexual, passant d'un estat leucomorf a un estat anamorf. Abans que aquesta transformació fos reconeguda, el 1983, les femelles i els mascles immadurs eren descrits com a gènere Leucothoides (Leucothoidae), i els mascles madurs com a gènere Anamixis, Paranamixis i Nepanamixis (Anamixidae). El gènere Leucothoides encara pot utilitzar-se per espècies leucomorfes l'anamorf dels quals encara no s'ha identificat.

## Taxonomia
La família Leucothoidae conté 138 espècies en 5 gèneres:
- Anamixis Stebbing, 1897 – 21 espècies
- Leucothoe Leach, 1814 – 98 espècies
- Nepanamixis Thomas, 1997 – 4 espècies
- Paranamixis Schellenberg, 1938 – 13 espècies
- Paraleucothoe Stebbing, 1899 – 2 espècies